# United Parcel Service

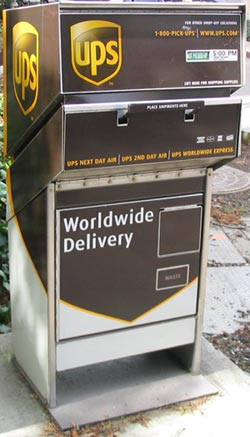
Brievenbus van UPS in de Verenigde Staten

United Parcel Service (tegenwoordig voornamelijk bekend onder de naam UPS) is de grootste en oudste koeriersdienst ter wereld.

## Activiteiten
UPS leverde in 2017 zo’n 17 miljoen pakketten per dag af en over het hele jaar was dit iets meer dan 5 miljard. Het bedrijf is wereldwijd actief, buiten de Verenigde Staten levert het pakketten af in 219 landen. In 2017 telde het 454.000 medewerkers waarvan 374.000 in de VS.
Verder levert UPS aanverwante logistieke activiteiten. Het heeft een eigen luchtvaartmaatschappij onder de naam UPS Airlines. Op Louisville International Airport heeft UPS een wereldwijde hub: Worldport. Bij UPS Supply Chain Solutions kunnen verschillende logistieke processen uitbesteed worden, zoals warehouse management, air- en ocean forwarding, netwerkmanagement, fysiek transport, repair flows, consulting en optimalisatie van de gehele bevoorradingsketen. Dit alles leverde een omzet op van in totaal 66 miljard dollar. Voor het transport beschikt UPS over een vloot van ruim 500 vliegtuigen waarvan 241 in eigendom en de rest voor korte of langere tijd gehuurd. Voor het wegtransport beschikt het over bijna 120.000 voertuigen.

## Geschiedenis

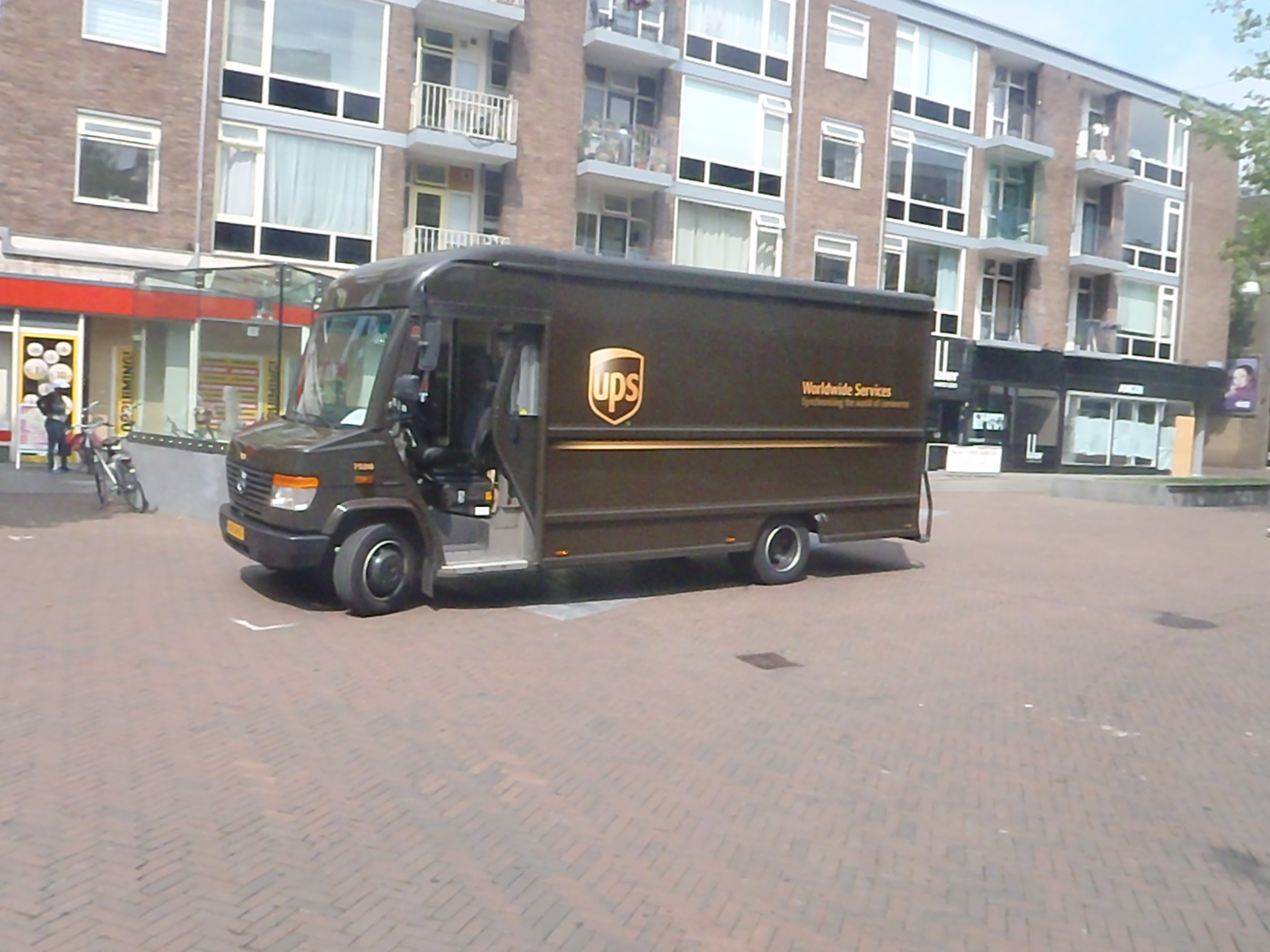
Een UPS bestelwagen

Het bedrijf werd op 28 augustus 1907 opgericht in Seattle (VS) door de 19-jarige James E. Casey als de "American Messenger Company". In 1919 verhuisde het bedrijf naar Oakland en nam het de nieuwe naam "United Parcel Service" aan. Van toen af werd ook gekozen voor de typische en gepatenteerde bruine kleur "Pullmann Brown", naar de prestigieuze Pullman-Expresstreinverbinding in Amerika.
Vanaf 1976 is UPS ook actief in Europa, met een eerste dienstverlening in West-Duitsland. Daarna volgen andere Europese landen, waaronder België vanaf 1989. Sinds 1991 zetelt het bedrijfshoofdkantoor in Atlanta. Het Europese hoofdkantoor is gevestigd in Brussel.
UPS was tot 1999 volledig eigendom van het management zelf. In 1999 ging het bedrijf naar de beurs met 10% van de aandelen. Nadien zijn alle aandelen beursgenoteerd en is de free float naar 100% gestegen.
In januari 2021 verkocht UPS zijn vrachtdivisie aan TFI International voor US$ 800 miljoen. UPS wil zich focussen op het vervoer van kleine pakketten. Met de verkoop gaan zo'n 14.500 medewerkers over naar TFI. UPS Freight realiseerde een omzet van US$ 3,2 miljard in 2020 en na de overname wordt TFI zo'n 75% groter.

## Nederland
Afhankelijk van de verzender wordt de ontvanger al of niet de mogelijkheid geboden een zending af te halen bij een UPS Acces Point, voorheen Kiala-punt genoemd.

### Mislukte overname van TNT Express
Op 19 maart 2012 maakte UPS een bod bekend op het Nederlandse koeriersbedrijf TNT Express. UPS wilde 5,2 miljard euro betalen voor het bedrijf, ofwel 9,50 euro per aandeel. Door het samengaan van beide bedrijven zou een wereldwijd actief concern zijn ontstaan met een omzet van 45 miljard euro (circa US$ 60 miljard) op jaarbasis. UPS verwachtte de transactie in 2012 af te ronden. Echter deze overname werd niet goedgekeurd door de Europese Commissie (EC) in februari 2013, doordat er oneerlijke concurrentie zou ontstaan ten opzichte van DHL. Als de overname zou doorgegaan zijn zou UPS namelijk met voorsprong de grootste expressdienst ter wereld worden. UPS moet hierdoor een schadevergoeding betalen aan TNT van 220 miljoen euro.
UPS legde zich niet bij de uitspraak van de EC neer. In maart 2017 oordeelde het Gerecht van de Europese Unie, het gerecht verklaarde het besluit nietig omdat de commissie een procedurefout heeft gemaakt, waardoor de rechten van de verdediging van UPS zijn geschonden. UPS kan op basis van deze uitspraak een schadevergoeding eisen. In februari 2018 eiste UPS 1,7 miljard euro compensatie. In maart 2022 oordeelde het 
Europees Hof dat de Europese Commissie fouten heeft gemaakt, maar deze waren niet dusdanig dat ze anders wel de overname zou hebben goedgekeurd. De eis van UPS voor een schadevergoeding is afgewezen.

## Veroordeling in de Verenigde Staten
UPS kreeg in 2017 een hoge boete voor het onvoldoende bestrijden van belastingfraude bij het verzenden van pakketten met rookwaar uit Amerikaanse indianenreservaten met belastingvrijstelling. UPS vindt het echter ondoenlijk alle pakketten te openen om de inhoud te controleren, en klaagt bovendien dat de boete vele malen hoger is dan wat UPS met de verzendingen heeft verdiend.